# Debreceni Kézilabda Sport Egyesület
A Debreceni Kézilabda Sport Egyesület egy 2002 és 2011 között létező kézilabdacsapat volt Debrecen városában.

## A csapat története
A korábbi magyar bajnok Debreceni Dózsa 1998-as megszűnését követően a hajdúsági városban nem volt férfi kézilabdacsapat, amikor 2002-ben megalakult a Debreceni Kézilabda Sport Egyesület, a DKSE. 2004-ben  kiharcolták az élvonalban való szereplést. Három szezont követően ötödik helyen zártak az NB I-ben, ezzel kiharcolták a nemzetközi kupaszereplés jogát, ahol az EHF-kupában indultak. A csapat a 2009–2010-es szezontól kezdve anyagi problémákkal küzdött, a szezon végén kiestek az NB II-be, ahol 2010-11-es szezonban a hetedik helyen zártak. 2011 nyarán a csapat csődhelyzetbe került, a klub pedig minden felnőtt- és korosztályos bajnokságtól visszaléptette a csapatát, a Debreceni Kézilabda Sport Egyesület pedig megszűnt.